# Move On (2012)
Move On ist ein internationales Filmprojekt aus dem Jahr 2012, das durch den Regisseur Asger Leth und die Deutsche Telekom realisiert wurde. Der Schauspieler Mads Mikkelsen spielt darin die Hauptrolle. Neben der deutschen Schauspielerin Alexandra Maria Lara ist auch die Neuentdeckung Gabriela Marcinková aus der Slowakei zu sehen. 
Auf move-on-film.com erschien wöchentlich eine neue Episode des Roadmovies. Nach der Weltpremiere am 6. November 2012 in Berlin waren dort alle acht Episoden verfügbar.

## Handlung
Im interaktiven Roadmovie reist Mads Mikkelsen in der Rolle eines Geheimagenten durch acht Länder und muss einen mysteriösen Koffer zu einem ihm unbekannten Bestimmungsort bringen. Alexandra Maria Lara, als seine Chefin, weist ihm dabei mit geheimnisvollen Botschaften den Weg.

## Hintergrund
Von der Vorproduktion bis zu den Dreharbeiten hatten Film-Fans aus elf europäischen Ländern die Möglichkeit, aktiv Elemente für das Roadmovie beizusteuern. Von der Gestaltung von Plakatmotiven, über kleine Neben- und Statistenrollen, bis hin zur Musik konnten sie sich einbringen. Online bewarben sich mehrere Tausend von ihnen mit Bild- und Tonaufnahmen. Die besten Beiträge wurden in Move On berücksichtigt und geben dem Film eine eigene Note. Viele Gewinner waren live am Set dabei.
Hauptdarsteller Mads Mikkelsen reiste für den Dreh von Move On gemeinsam mit Regisseur Asger Leth 49 Tage lang samt der Film-Crew von den Niederlanden bis nach Mazedonien, bevor die Tour schließlich mit dem großen Filmfinale in Berlin endete, wo Alexandra Maria Lara zum Agenten-Team stieß.